# Pojorâta (okręg Ardżesz)
Pojorâta – wieś w Rumunii, w okręgu Ardżesz, w gminie Lerești. W 2011 roku liczyła 459 mieszkańców.